# Huangjiu
O vinho amarelo chinês, huangjiu, é uma bebida alcoólica tradicional da China preparada com uma massa feita com cereais, como arroz, painço ou trigo, a que se adicionam culturas de bactérias e leveduras próprias para a fermentação alcoólica. Este produto, ou as suas variedades, têm um teor alcoólico menor que 20%, são pasteurizadas e preparadas para o consumo, que pode ser como um acompanhante de comida, fresco ou aquecido, ou usado na confeção de alimentos. A maior parte dos vinhos chineses são embalados em garrafas de terracota. 

## Classificação
O huangjiu é classificado de acordo com o conteúdo em açúcar, com a forma de provocar a fermentação e com a própria forma de fermentar:

### Conteúdo em açúcar
- “seco” (conteúdo de açúcar inferior a 1%); um exemplo deste vinho é o Yuanhongjiu, uma especialidade de Shaoxing, (绍兴酒) o tipo de vinho chinês mais conhecido internacionalmente;
- “meio-seco” (conteúdo de açúcar entre 1 e 3%), que inclui as variedades mais exportadas e também mais consumidas internamente em cerimónias, como um nascimento, um noivado ou um funeral; um exemplo é o jiafanjiu, que envolve a adição de arroz durante a fermentação;
- “meio-doce” (conteúdo de açúcar entre 3 e 10 %); quanto mais tempo ficar guardado, mais escuro se torna; um exemplo é o Shanniangjiu, outra especialidade de Shaoxing em que se usa Yuanhongjiu para parar a fermentação;
- “doce” (conteúdo de açúcar entre 10 e 20 %); um exemplo desta variedade é o Feng Gang Jiu;
- ”extradoce” (conteúdo de açúcar igual ou superior a 20 %); um exemplo desta variedade é o Xiang Xue Jiu.

### Forma de início da fermentação
- Iniciador fraco: arroz inoculado com Rhizopus, leveduras e bactérias; a mistura não gera muito calor, pelo que este método é usado na região tropical do sul da China;
- Iniciador forte: arroz inoculado com Aspergillus oryzae e levedura; quase todas as bebidas alcoólicas chinesas usam este método;
- Iniciador vermelho: vinhos fermentados e corados com Monascus purpureus ou outro fungo de arroz vermelho do género Monascus.

### Forma da fermentação
- Arroz quente: o arroz é primeiro cozido a vapor e depois arrefecido ao ar livre, mas sempre relativamente quente no início da fermentação;
- Arroz frio: o arroz cozido a vapor é misturado com água fria antes de começar a fermentação; o creme produzido pode ser usado como uma sobremesa, ou como iniciador doutros vinhos;
- Arroz contínuo: o arroz cozido a vapor é adicionado até três vezes na mistura em fermentação, o que produz um vinho mais doce;
- Vinho fortificado: bebidas chinesas destiladas são adicionadas à massa em fermentação, o que faz parar o processo, deixando sem fermentar uma certa quantidade de açúcar, produzindo um vinho mais doce.

## Da história das bebidas alcoólicas chinesas
As bebidas imperiais da China eram conhecidas como “as seis bebidas claras”, os cinco “qis” e os três “jius”. As seis bebidas claras eram a água, o vinagre, o vinho doce feito de arroz cozido, o vinho diluído com água fria, o “vinho Yi”, feito com arroz cozido e levedura, e o “vinho Ye”, feito com uma cocção muito fina de cereais. 
Os cinco “qis” eram massas semi-fermentadas de arroz, sorgo ou painço, que sobravam da preparação dos vinhos. Eram o “fan qi”, uma bebida doce com um resíduo sólido; o “li qi”, um vinho muito suave preparado deixando os grãos misturados com água durante uma noite; “ang qi”, uma bebida doce obtida misturando água a uma massa semi-fermentada; “ti qi”, um vinho vermelho quase límpido; e “shen qi”, um vinho com depósito, mas com o líquido transparente.
Os três ”jius” era vinhos filtrados e eram os que eram normalmente usados como bebidas, enquanto os “qis” eram usados para cerimónias religiosas. O “shi jiu” era preparado para uma ocasião em que era necessário oferecer vinho; “xi jiu” era um vinho que levava mais tempo a preparar e normalmente se encontrava guardado, a “envelhecer”; “qing jiu” era um vinho envelhecido, muito límpido, que se preparava no inverno para ser consumido no verão.

## Outros tipos de vinho chinês
- Mijiu (米酒) é o nome genérico para as bebidas à base de arroz fermentado, similares ao sake japonês; é geralmente límpido e usado como bebida e também como ingrediente culinário;
- Jiu Niang é um vinho baseado em arroz glutinoso, a que junta uma grande lista de ervas medicinais chinesas e um vinho de arroz destilado, mas com pouco álcool; este vinho tem uma cor laranja-avermelhada e um conteúdo em álcool de 18%;
- Huadiao jiu (花雕酒 ou “vinho florido para trinchar carne”, em tradução literal), também conhecido como nu'er hong (女儿红 ou “filha vermelha”, em tradução literal), é um tipo de huangjiu originário de Shaoxing, na província de Zhejiang; é feito com arroz glutinoso e trigo; este vinho surgiu da tradição local de enterrar uma garrafa de “nu’er hong” quando nasce uma filha e depois desenterrá-la para o banquete de casamento da menina; as garrafas são decoradas com cores garridas e, muitas vezes, com desenhos gravados, como para um presente; tem um teor alcoólico de 16%;
- Vinho de Shaoxing (绍兴酒) é o mais conhecido internacionalmente; é usado, tanto para cozinhar, como para beber; tem uma coloração avermelhada, que lhe é conferida pela levedura de arroz vermelho; existem variedades de vinho de Shaoxing com mais de 50 anos de idade;
- Hong lu jiu (紅露酒 ou "vinho de orvalho vermelho", em tradução literal) é um huangjiu, mas sem a graduação do Shaoxing e com nomes diferentes, segundo a idade, o tipo de garrafa e a forma de utilização;
- Liaojiu (料酒,lit. "vinho de tempero") é um huangjiu com menos qualidade, usado principalmente para cozinhar; muitas vezes, é vendido já tratado com condimentos, como cravinho, anis-estrelado, cassia, cardamomo, pimenta-de-sichuan, gengibre, noz moscada e sal.